# Галично (Бокситогорський район)
Галично (рос. Галично) — присілок Бокситогорського району Ленінградської області Росії. Входить до складу Великодвірського сільського поселення.
Населення — 51 особа (2012 рік).